# Ретривер

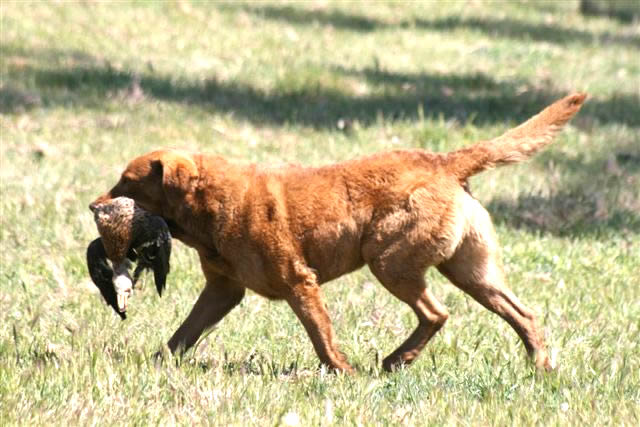
Че́сапік-бей ретривер з качкою

Ретри́вери (від англ. retrieve — знаходити, діставати) - один з типів мисливських собак. Завдання собак такого типу — знайти та принести мисливцеві підстрелену здобич неушкодженою. У зв'язку з цим собака повинен мати гарний нюх, м'який характер і м'яку щелепу.
В Англії ретривери використовувалися на полюванні спільно з лягавим собакою. Після того, як лягавий виявить і підніме під рушницю дичину, ретривер повинен відшукати підстрелену птицю в воді або у високій траві й принести її єгерю.

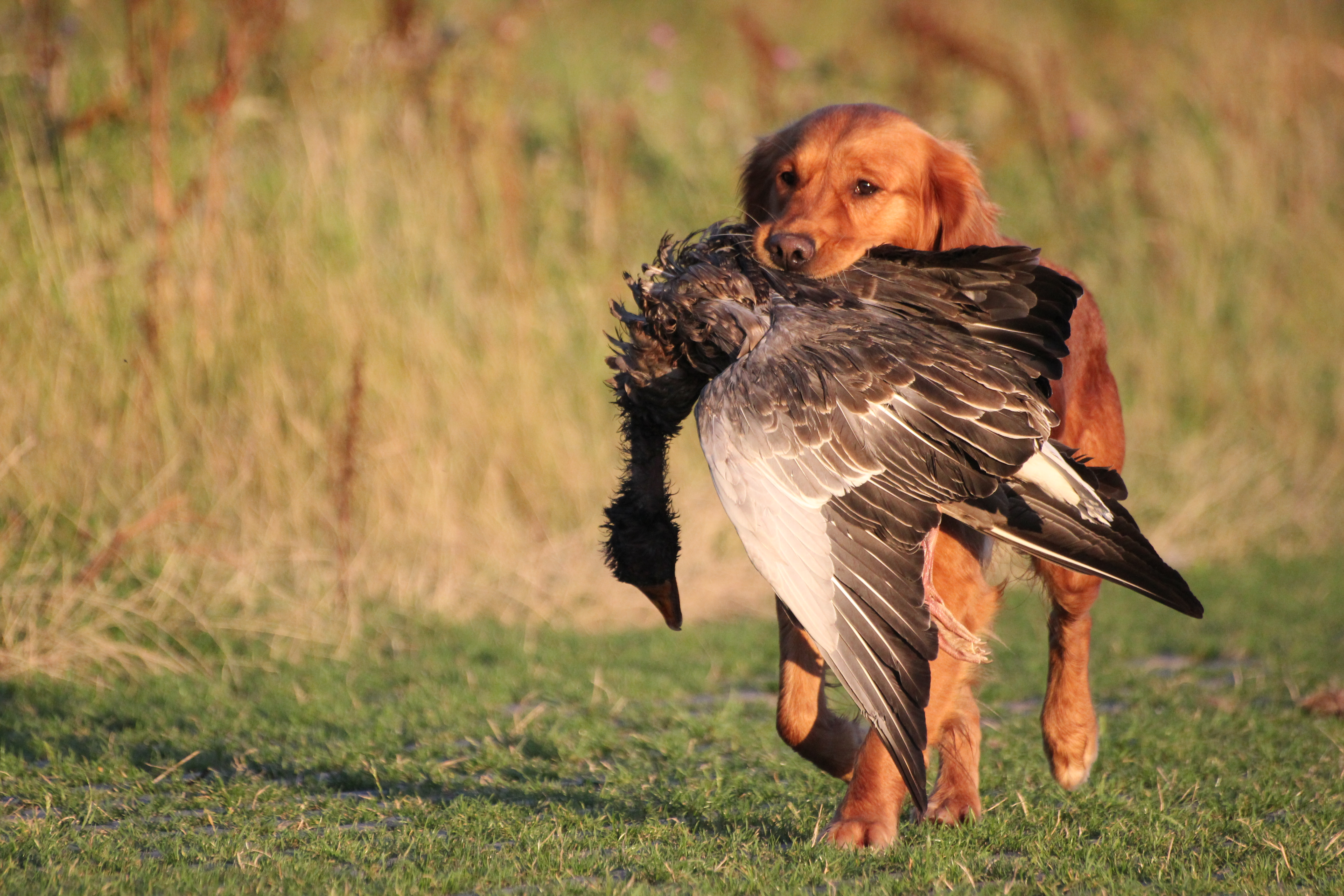
Золотистий ретривер

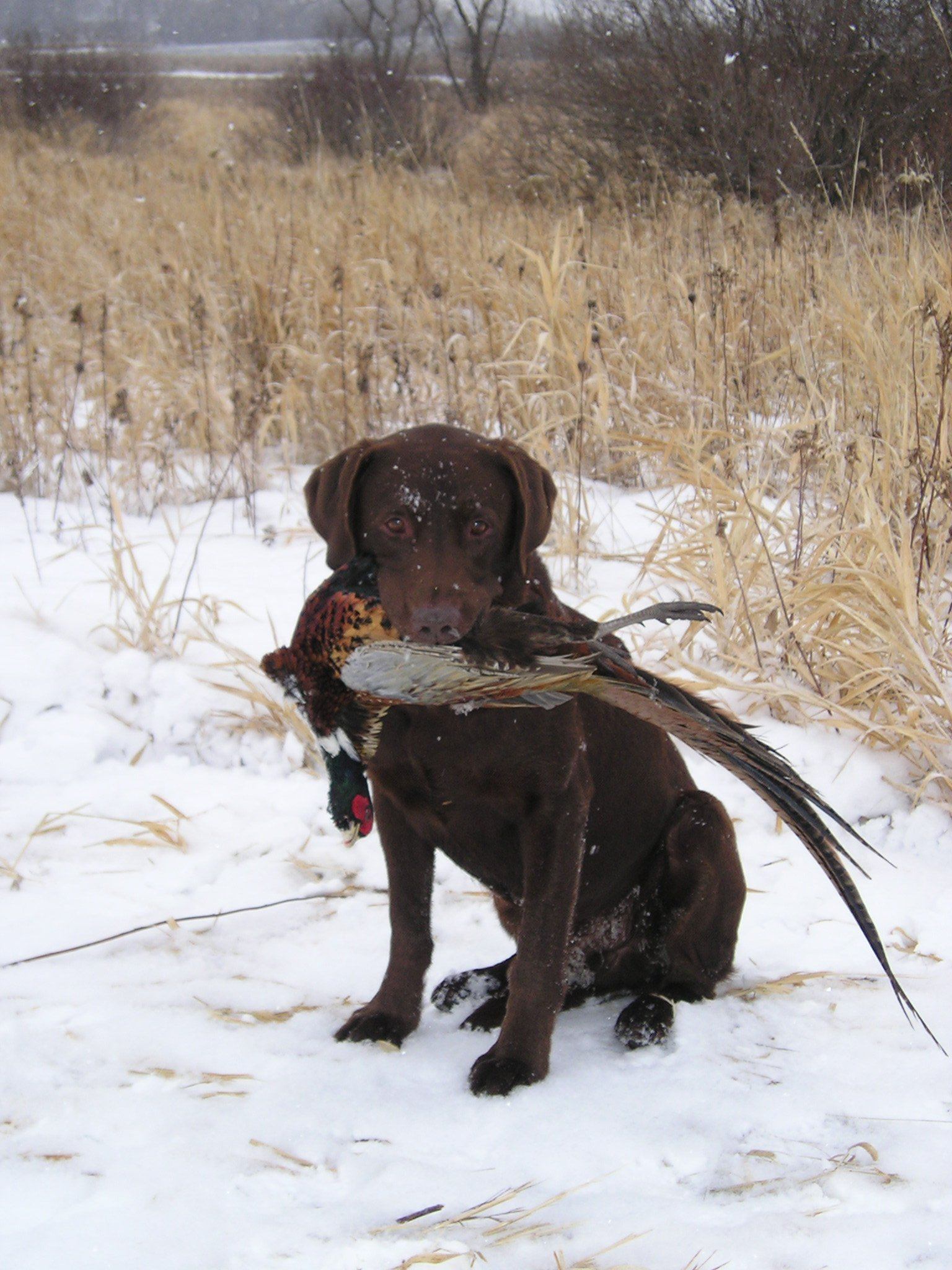
Лабрадор-ретривер з фазаном

Ретривери вирізняються надзвичайною красою, витривалістю і кмітливістю. Ці тварини в будь-яких обставинах зберігають вірність господарю. Серед домашніх улюбленців ретривери залишаються поза конкуренцією, оскільки ці сильні та граційні собаки, легко піддаються дресуванню, є універсальними, ідеально пристосованими для життя поруч з людьми.

## Класифікація
Наразі ретривери за класифікацією МКФ належать до 8 групи (ретривери, спанієлі, водяні собаки) 1 секції (ретривери) і об'єднують 6 порід собак:
- Лабрадо́р-ретривер (англ. labrador retriever),
- Золотистий (го́лден) ретривер (англ. golden retriever),
- Прямошерстий (флет) ретривер (англ. flatcoated retriever),
- Кучерявошерстий ретривер (англ. curlycoated retriever),
- Новошотла́ндський (то́ллер) ретривер (англ. nova scotia duck tolling retriever),
- Че́сапік-бей ретривер (англ. chesapeake bay retriever).